# Плаунові (порядок)
Плаунові (Lycopodiales) — порядок плауноподібних рослин класу плауновидні (Lycopodiopsida). Багаторічні трав'янисті рівноспорові, наземні або епіфітні рослини, без ризофорів. Гаметофіти двостатеві, підземні і напівпідземні, сапрофітні або напівсапрофітні, дозрівають протягом одного року або за 3-15 років.

## Класифікація
Відомо 350 видів у двох родин.
- Родина Плаунові (Lycopodiaceae)
  - Рід Diphasiastrum
  - Рід Lycopodiella
  - Рід Плаун (Lycopodium)
  - Рід Palhinhaea
  - Рід Pseudolycopodiella
- Родина Баранцеві (Huperziaceae)
  - Рід Huperzia
  - Рід Phlegmariurus
  - Рід Phylloglossum